# Richilda z Monsu
Richilda z Monsu známá též jako Richilda Henegavská (francouzsky Richilde de Hainaut, vlámsky Richilde van Henegouwn; † 15. března 1087 Messines) byla hraběnka henegavská, flanderská a z Herefordu. Měla velké ambice a pevný charakter a za každou cenu se snažila udržet svou vládu nad Henegavskem a Flandrami. Nasadila vysoké daně, čímž proti sobě popudila své poddané a současníci o ní mluvili jako o ženě, jež ovlivňuje své okolí svými čarodějnými lektvary.

## Život
Narodila se okolo roku 1020 a poprvé se provdala roku 1040 za henegavského hraběte Heřmana. Hrabě Heřman zemřel roku 1051 a Richildě zůstaly dvě děti – syn Roger, budoucí biskup v Châlons-sur-Marne a Gertruda, která se stala benediktinskou jeptiškou.
Panství tak zdědila vdova Richilda, která se velmi rychle, již 31. března 1051, provdala za syna flanderského hraběte Balduina VI. Na manželé byl kvůli blízkému příbuzenství uvržen papežem interdikt. Zbožný Balduin sňatkem získal hrabství Mons a Henegavsko a roku 1067 zdědil i flanderské hrabství. Zemřel roku 1070 v důsledku nemoci a panství na smrtelné posteli rozdělil mezi své dva syny. Arnulf měl dostat Flandry a mladší Balduin Henegavsko. Mladší bratr zemřelého hraběte Robert nerespektoval svou přísahu umírajícímu, že bude jeho děti bránit, nástupnictví neuznal a snažil se získat Flandry pro sebe. Richilda se pokusila synovi pomoci, výrazně zvýšila daně, aby měla na placení a rekrutování žoldáků a nabídla svou ruku truksasovi Viléma Dobyvatele Vilémovi fitzOsbernovi. O pomoc požádala i francouzského krále Filipa, kterému na oplátku přislíbila pikardské opatství Corbie. V následné bitvě u Casselu, šestnáctiletý Arnulf padl a Vilém fitzOsbern byl Robertem zabit v souboji. Richilda skončila v zajetí.
Po propuštění se dále marně snažila o opětovné získání Flander. Konec dlouhého života strávila v pokání v klášteře Messines u Ypres, čímž si zasloužila rehabilitaci v očích svých současníků a pohřbena byla v klášteře Hasnon.